# Séisme de 2018 en mer Ionienne
Le séisme de 2018 en mer Ionienne est un tremblement de terre qui s'est produit dans la mer Ionienne le 25 octobre 2018. La magnitude était de 6,8. Trois personnes ont été blessées dans le séisme.